# Campeonato de España de Ciclismo en Ruta 1903
El III Campeonato de España de Ciclismo en Ruta (llamada Gran Premio de la UVE) se disputó en Madrid el 26 de mayo de 1903 sobre un recorrido de 100 kilómetros. En esa época, el Campeonato de España no tenía este nombre como tal sino que era conocido como el Gran Premio de la asociación que lo organizaba, la  Unión Velocipédica Española.
El ganador de la prueba fue Ricardo Peris, que se impuso en solitario en la línea de llegada. Tomás Peñalba y Julio Álvarez completaron el podio.

## Clasificación final
| Pos. | Ciclista      | Equipo | Tiempo     |
| ---- | ------------- | ------ | ---------- |
| 1.   | Ricardo Peris | -      | 3h 51'00"" |
| 2.   | Tomás Peñalba | -      | -          |
| 3.   | Julio Álvarez | -      | -          |